# Administració d'Aliments i Fàrmacs
La U.S. Food and Drug Administration (FDA o USFDA, traduïble com Administració d'Aliments i Fàrmacs dels Estats Units) és una agència dels Departament de Salut i Serveis Humans dels Estats Units que és responsable de la regulació sanitària dels aliments, fàrmacs, vacunes, productes mèdics biològics, productes per a la transfusió de la sang, aparells mèdics, aparells mèdics radioactius, productes veterinaris i cosmètics.
Segons la llei DSHEA (the Dietary Supplement Health and Education Act of 1994), la FDA pot regular els complements dietètics, però no tenen l'autoritat per aprovar la seguritat i eficàcia d'aquests ni el seu etiquetatge abans que es comercialitzin. Si la FDA té coneixements sobre possibles problemes amb un d'ells, els pot fer saber, fins al punt de retirar-lo del mercat.
La FDA també inclou sanitat en viatges entre els estats dels Estats Units i lleis de control de malalties de determinats productes.

## Organització
Té la seu central a Silver Spring (Maryland) i laboratoris per tots els Estats Units, les Illes Verges Nord-americanes i Puerto Rico.
L'agència s'organitza en les següents subdivisions principals:
- L'oficina del comissionat de la FDA (OC)
- El Centre per la Recerca i Avaluació de Medicaments (CDER)
- El Centre per a la Recerca i l'Avaluació Biològica (CBER)
- El Centre per la Seguretat Alimentària i la Nutrició Aplicada (CFSAN)
- El Centre per Aparells i Salut Radiològica (CDRH)
- El Centre per a Medicina Veterinària (CVM)
- El Centre Nacional per a Recerca Toxicològica (NCTR)
- L'Oficina d'Afers Reguladors (ORA)

La FDA sovint treballa amb conjunció amb altres agències federals incloent, entre molts altres, el Departament d'Agricultura.